# Silkeborg Sports College
Silkeborg Sports College (SSC), beliggende i Silkeborg, er en udvidelse af det tidligere Silkeborg Fodbold College, som blev oprettet i 1994.
SSC tilbyder skolegang, HHX og STX i kombination med træning på professionelt niveau i sportsgrenene fodbold, håndbold, kano og kajak samt cykling.
Anno 2009 var samarbejdspartnerne i undervisningsforløbet, Silkeborg Handelsskole og Silkeborg Amtsgymnasium og på den sportslige side samarbejdes der med Silkeborg IF, Silkeborg-Voel KFUM & Bjerringbro-Silkeborg, Silkeborg Kajakklub, cykelholdene Team Designa Køkken og Silkeborg IF Cykling.

## Ekstern kilde og henvisning
- SSCs hjemmeside Arkiveret 5. december 2008 hos  Wayback Machine

|  | Denne artikel om en bygning eller et bygningsværk kan blive bedre, hvis der indsættes et (bedre) billede. Du kan hjælpe ved at afsøge Wikimedia Commons for et passende billede eller lægge et op på Wikimedia Commons med en af de tilladte licenser og indsætte det i artiklen. |

|  | Denne artikel kan blive bedre, hvis der indsættes geografiske koordinater Denne artikel omhandler et emne, som har en geografisk lokation. Du kan hjælpe ved at indsætte koordinater i wikidata. |